# Prasinocyma bamenda
Prasinocyma bamenda är en fjärilsart som beskrevs av Claude Herbulot 1982. Prasinocyma bamenda ingår i släktet Prasinocyma och familjen mätare. Inga underarter finns listade i Catalogue of Life.